# Aldo Ceccato
Aldo Ceccato (ur. 18 lutego 1934 w Mediolanie) – włoski dyrygent.

## Życiorys
Był pasierbem Victora de Sabaty. W latach 1948–1955 studiował w konserwatorium w Mediolanie, następnie kształcił się w Holandii u Alberta Wolffa i Willema van Otterloo (1958) oraz w Hochschule für Musik w Berlinie (1959–1962). W latach 1961–1963 uczył się dyrygentury u Sergiu Celibidache w Sienie. Debiutował w 1964 roku w mediolańskim Teatro Nuovo, prowadząc wykonanie Don Giovanniego W.A. Mozarta. W 1967 roku wystąpił na festiwalu Maggio Musicale Fiorentino, dyrygując operą Die Brautwahl Ferruccio Busoniego. W 1969 roku debiutował w londyńskim Covent Garden Theatre oraz w Stanach Zjednoczonych wspólnie z Lyric Opera of Chicago. Od 1973 do 1977 roku był dyrektorem muzycznym Detroit Symphony Orchestra. W latach 1975–1983 kierował filharmonią w Hamburgu. W następnych latach był dyrektorem muzycznym orkiestry symfonicznej w Bergen (1985–1989) i pierwszym dyrygentem orkiestry Norddeutscher Rundfunk w Hamburgu (1985–1989). W latach 1990–1991 pełnił funkcję dyrygenta Filharmonii Słowackiej w Bratysławie. W 1990 roku objął funkcję dyrygenta orkiestry RAI w Turynie. Od 1997 do 2000 roku dyrygował orkiestrą filharmonii w Brnie.
Odznaczony Orderem Zasługi Republiki Włoskiej w stopniu komandora (1981), wielkiego oficera (1990) i kawalera krzyża wielkiego (1999).